# Prietella
Prietella – rodzaj ryb sumokształtnych z rodziny sumikowatych (Ictaluridae). 

## Występowanie
Meksyk.

## Klasyfikacja
Gatunki zaliczane do tego rodzaju:
- Prietella lundbergi
- Prietella phreatophila

Gatunkiem typowym jest Prietella phreatophila.